# Genac-Bignac
Genac-Bignac est une commune nouvelle située dans le département de la Charente, en région Nouvelle-Aquitaine, qui a été créée le 1er janvier 2016 par la fusion des communes de Genac et de Bignac.

## Géographie

### Localisation et accès
Genac-Bignac est située à une vingtaine de kilomètres au nord-ouest d'Angoulême.
La commune est aussi à 7 km à l'est de Rouillac, 8 km à l'ouest de Montignac, 11 km au sud d'Aigre et 15 km au sud-ouest de Mansle.
Les routes départementales importantes entourent la commune mais n'y passent pas : la D 939 d'Angoulême à La Rochelle par Rouillac et Saint-Jean-d'Angély passe au sud-ouest, la D 737 d'Angoulême à Aigre et Niort passe au nord-est à Vouharte, la D 736 de Cognac à Ruffec par Aigre passe au nord-ouest à Gourville, et la D 11 de Rouillac à Chasseneuil par Vars passe au sud-est.

### Communes limitrophes
| Rouillac         | Marcillac-Lanville    | La Chapelle |
| Saint-Cybardeaux | Genac-Bignac          | Vouharte    |
|                  | Saint-Genis-d'Hiersac |             |

### Hydrographie
Genac-Bignac est arrosée par la Charente en amont d'Angoulême, et est entièrement située sur sa rive droite.
Le Mosnac, petit affluent, descend de Genac où il prend sa source.
Des étangs, anciennes sablières, entourent le bourg de Bignac, construit au bord du fleuve qui se divise en plusieurs bras.

### Climat
Comme dans les trois quarts sud et ouest du département, le climat est océanique aquitain.

## Urbanisme

### Typologie
Au 1er janvier 2024, Genac-Bignac est catégorisée commune rurale à habitat dispersé, selon la nouvelle grille communale de densité à 7 niveaux définie par l'Insee en 2022.
Elle est située hors unité urbaine. Par ailleurs la commune fait partie de l'aire d'attraction d'Angoulême, dont elle est une commune de la couronne,. Cette aire, qui regroupe 94 communes, est catégorisée dans les aires de 50 000 à moins de 200 000 habitants,.

### Risques majeurs
Le territoire de la commune de Genac-Bignac est vulnérable à différents aléas naturels : météorologiques (tempête, orage, neige, grand froid, canicule ou sécheresse), inondations et séisme (sismicité modérée). Un site publié par le BRGM permet d'évaluer simplement et rapidement les risques d'un bien localisé soit par son adresse soit par le numéro de sa parcelle.
Certaines parties du territoire communal sont susceptibles d’être affectées par le risque d’inondation par débordement de cours d'eau, notamment la Charente. La commune a été reconnue en état de catastrophe naturelle au titre des dommages causés par les inondations et coulées de boue survenues en 1982, 1993, 1999, 2009 et 2021,.

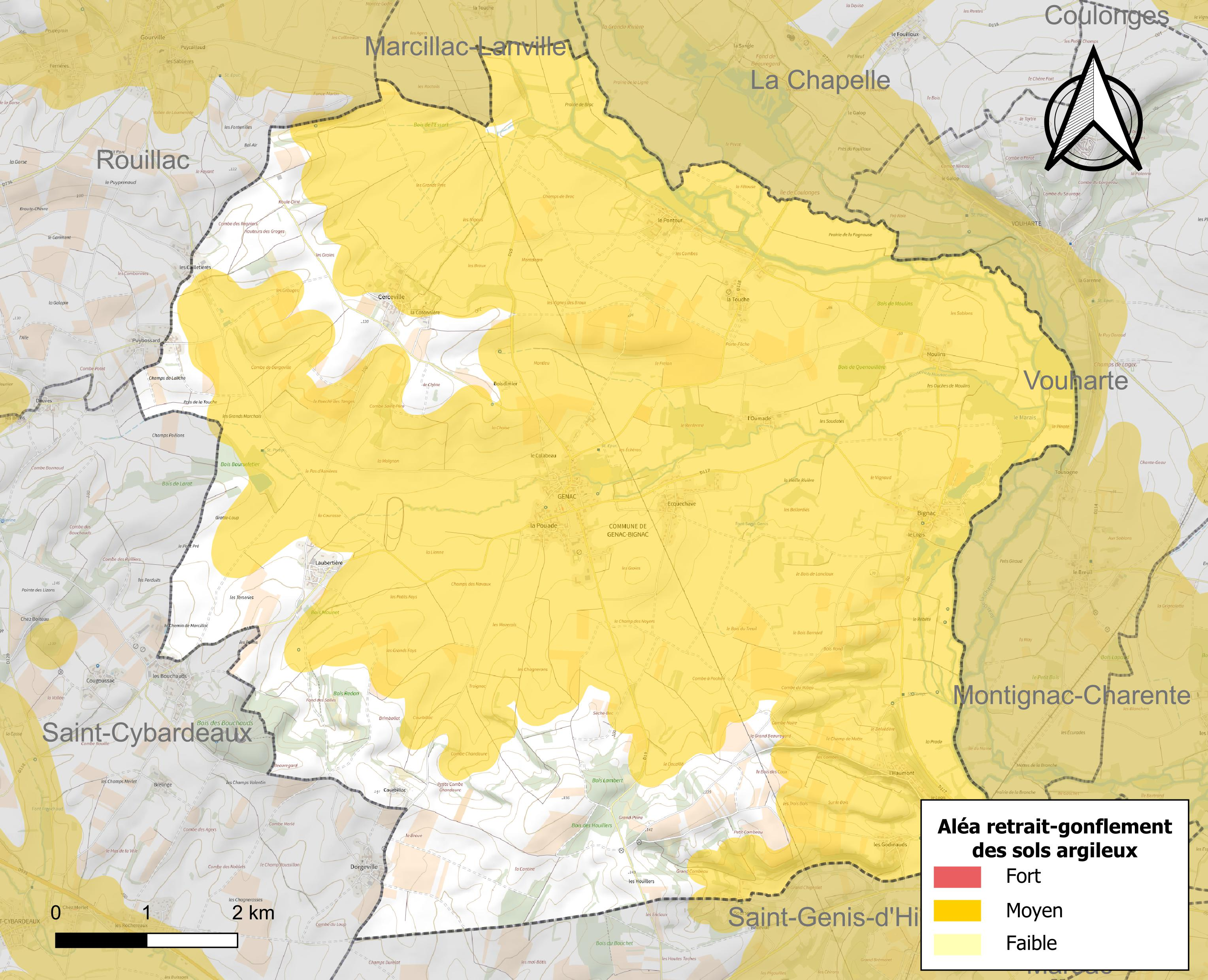
Carte des zones d'aléa retrait-gonflement des sols argileux de Genac-Bignac.

Le retrait-gonflement des sols argileux est susceptible d'engendrer des dommages importants aux bâtiments en cas d’alternance de périodes de sécheresse et de pluie. 77,9 % de la superficie communale est en aléa moyen ou fort (67,4 % au niveau départemental et 48,5 % au niveau national). Sur les 531 bâtiments dénombrés sur la commune en 2019, 460 sont en aléa moyen ou fort, soit 87 %, à comparer aux 81 % au niveau départemental et 54 % au niveau national. Une cartographie de l'exposition du territoire national au retrait gonflement des sols argileux est disponible sur le site du BRGM,.
Par ailleurs, afin de mieux appréhender le risque d’affaissement de terrain, l'inventaire national des cavités souterraines permet de localiser celles situées sur la commune.
Concernant les mouvements de terrains, la commune a été reconnue en état de catastrophe naturelle au titre des dommages causés par la sécheresse en 2003 et par des mouvements de terrain en 1999.

## Toponymie
Le toponyme est formé par l'association des noms des deux communes fusionnées Genac et Bignac.

## Histoire
Les informations relatives à l'histoire de cette commune sont la fusion des données des communes fusionnées.
La création de la nouvelle commune est effective le 1er janvier 2016, entraînant la transformation des deux anciennes communes en « communes déléguées » et dont la création a été entérinée par l'arrêté du 10 décembre 2015.

## Administration
Le chef-lieu de la commune est établi à Genac.
| Nom           | Code Insee | Intercommunalité  | Superficie (km2) | Population (dernière pop. légale) | Densité (hab./km2) |
| ------------- | ---------- | ----------------- | ---------------- | --------------------------------- | ------------------ |
| Genac (siège) | 16148      | CC du Rouillacais | 25,84            | 751 (2013)                        | 29                 |
| Bignac        | 16043      | CC du Rouillacais | 7,77             | 224 (2013)                        | 29                 |

## Population et société

### Démographie

#### Évolution démographique
L'évolution du nombre d'habitants est connue à travers les recensements de la population effectués dans la commune depuis sa création.

En 2022, la commune comptait 973 habitants, en évolution de −1,52 % par rapport à 2016 (Charente : −0,48 %, France hors Mayotte : +2,11 %).
| 2014 | 2015 | 2016 | 2021 | 2022 |
| ---- | ---- | ---- | ---- | ---- |
| 979  | 985  | 988  | 986  | 973  |

#### Pyramide des âges
La population de la commune est relativement jeune.
En 2018, le taux de personnes d'un âge inférieur à 30 ans s'élève à 31,5 %, soit au-dessus de la moyenne départementale (30,2 %). À l'inverse, le taux de personnes d'âge supérieur à 60 ans est de 28,9 % la même année, alors qu'il est de 32,3 % au niveau départemental.
En 2018, la commune comptait 510 hommes pour 492 femmes, soit un taux de 50,9 % d'hommes, largement supérieur au taux départemental (48,41 %).
Les pyramides des âges de la commune et du département s'établissent comme suit.
| Hommes | Classe d’âge | Femmes |
| ------ | ------------ | ------ |
| 0,4    | 90 ou +      | 2,1    |
| 8,2    | 75-89 ans    | 11,2   |
| 16,5   | 60-74 ans    | 19,5   |
| 20,0   | 45-59 ans    | 19,0   |
| 19,5   | 30-44 ans    | 20,7   |
| 14,1   | 15-29 ans    | 13,0   |
| 21,3   | 0-14 ans     | 14,4   |

| Hommes | Classe d’âge | Femmes |
| ------ | ------------ | ------ |
| 1      | 90 ou +      | 2,7    |
| 9,2    | 75-89 ans    | 12     |
| 20,6   | 60-74 ans    | 21,3   |
| 20,7   | 45-59 ans    | 20,3   |
| 16,8   | 30-44 ans    | 16     |
| 15,6   | 15-29 ans    | 13,4   |
| 16,1   | 0-14 ans     | 14,3   |

## Économie

### Agriculture
La viticulture occupe une partie de l'activité agricole. La commune est classée dans les Fins Bois, dans la zone d'appellation d'origine contrôlée du cognac.

## Culture locale et patrimoine

### Patrimoine religieux
L'église paroissiale Saint-Pierre-des-Martyrs de Genac, du XIIIe siècle, a été ruinée puis restaurée au XVIe siècle. Elle est classée monument historique depuis 1980.
L'église paroissiale Saint-Martin de Bignac était un ancien prieuré. Elle a une cloche en bronze qui a été bénite en 1666 par François Lambert curé de la paroisse, et qui avait pour parrain Henri de Livenne et pour marraine damoiselle Catherine de Livenne. Elle a dû être refondue à une date ultérieure. Elle est classée monument historique au titre objet depuis 1944.
Quand on entre dans l'église, à gauche à l'intérieur, sur le mur de la façade se trouve une imposante litre funéraire.

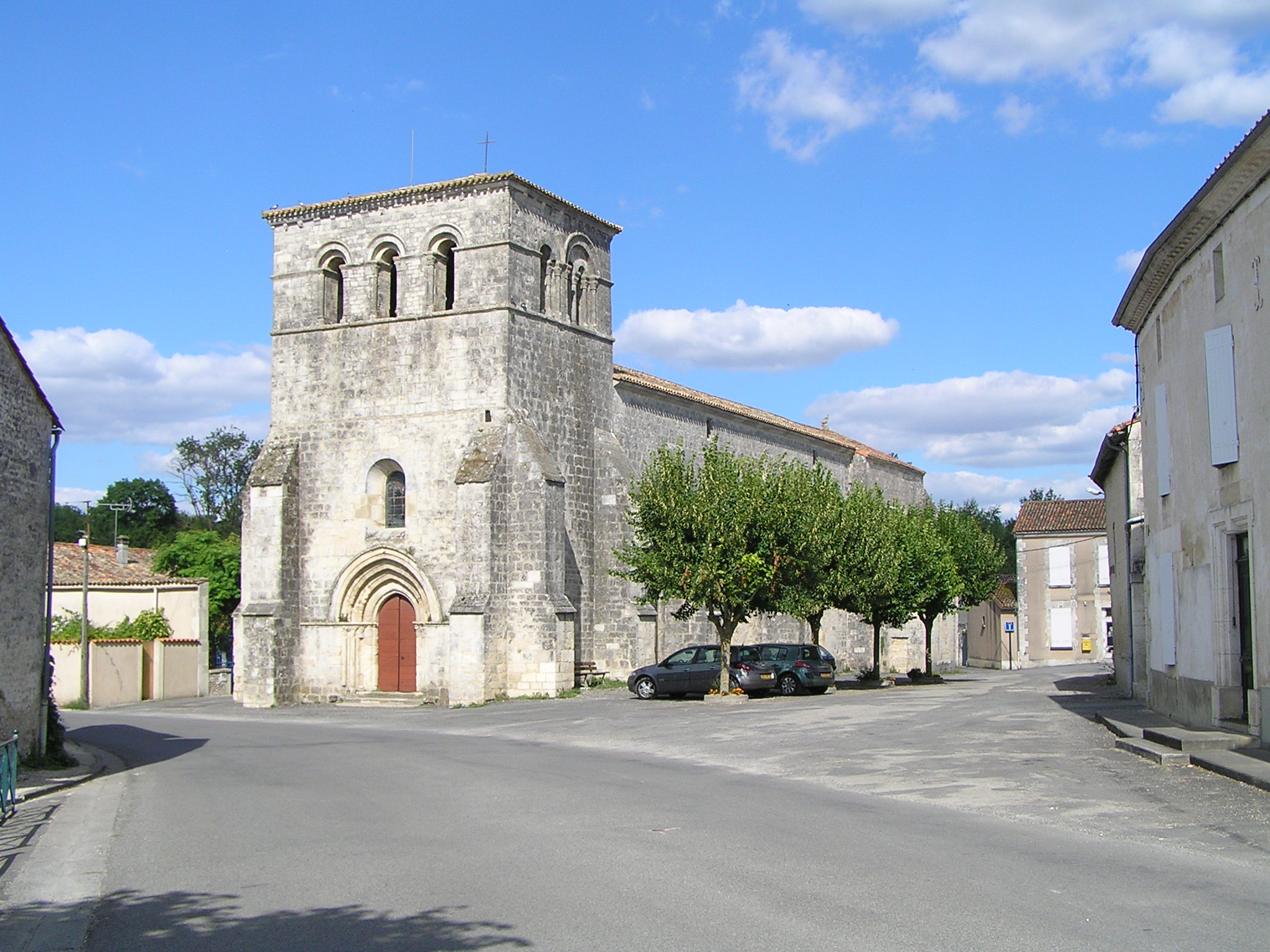
L'église Saint-Pierre-des-Martyrs de Genac.
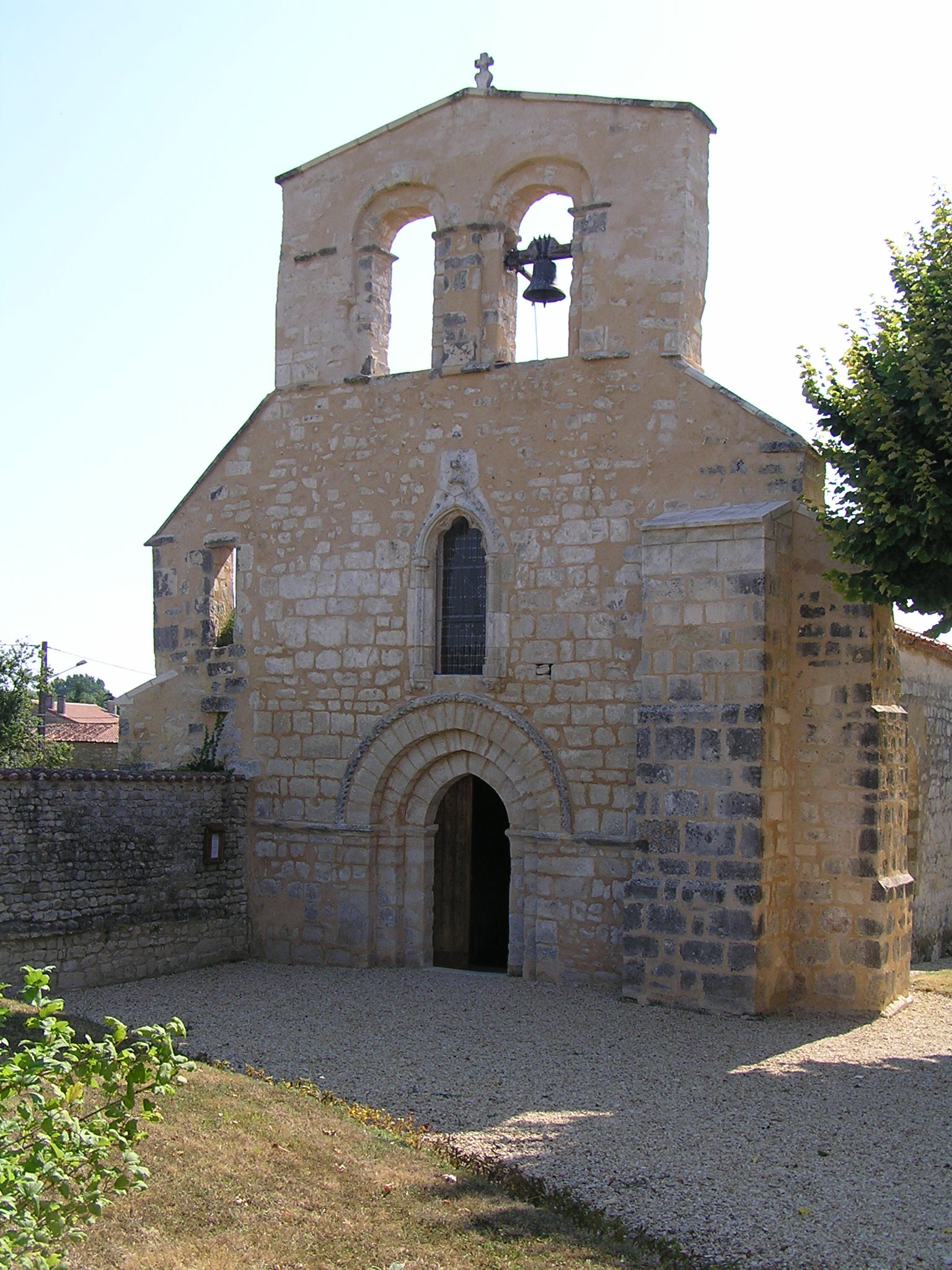
L'église Saint-Martin de Bignac.
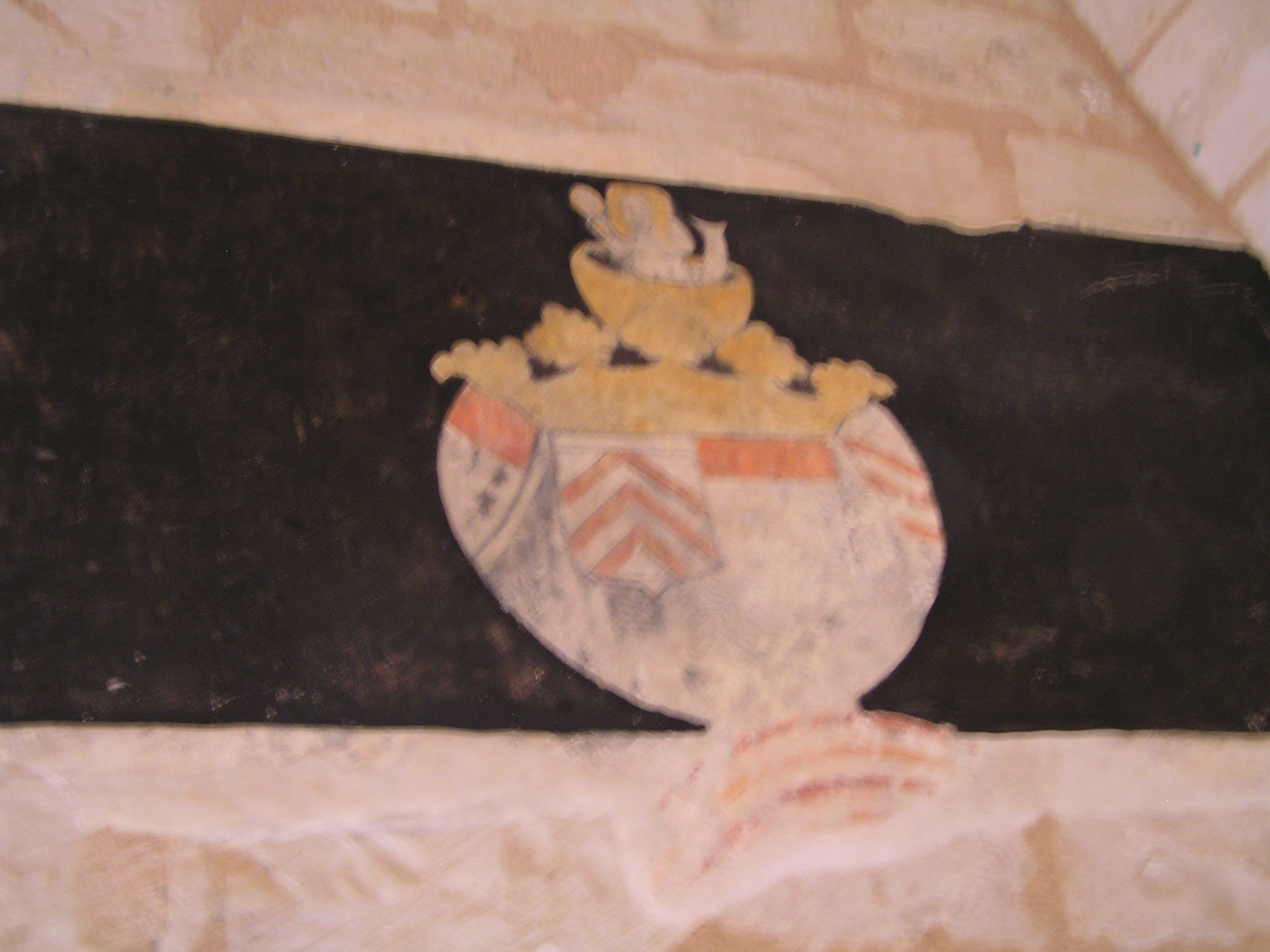
Litre funéraire.

### Patrimoine civil
Bignac présente tout un ensemble de patrimoine bâti rural dont la fontaine du bourg et le lavoir de l'Haumont.
Dans le bourg de Genac, une maison Renaissance  sur la D 118 présente un beau portail qui donne accès à un logis restauré, accompagné d'une tour ronde.

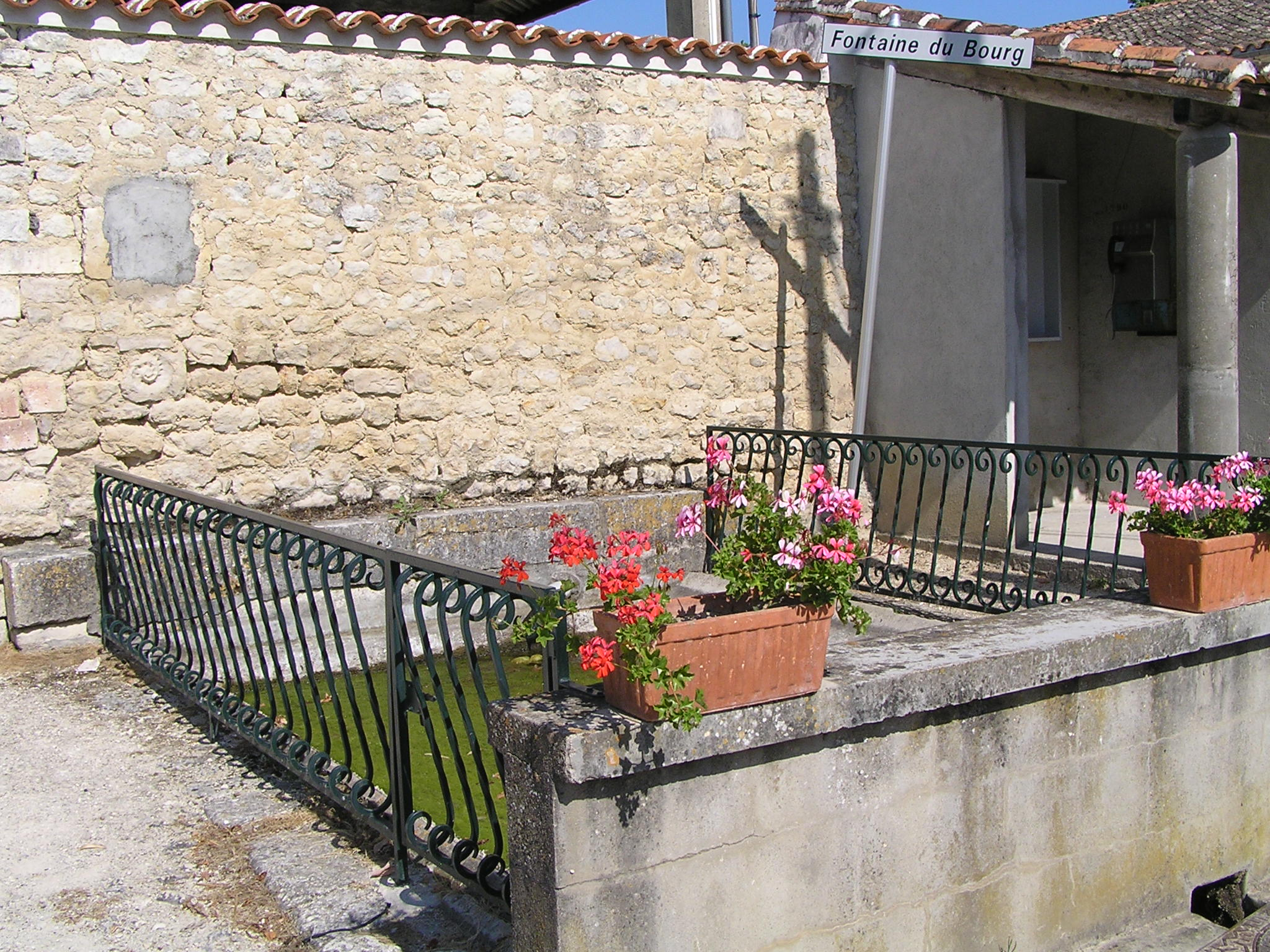
Fontaine de Bignac.
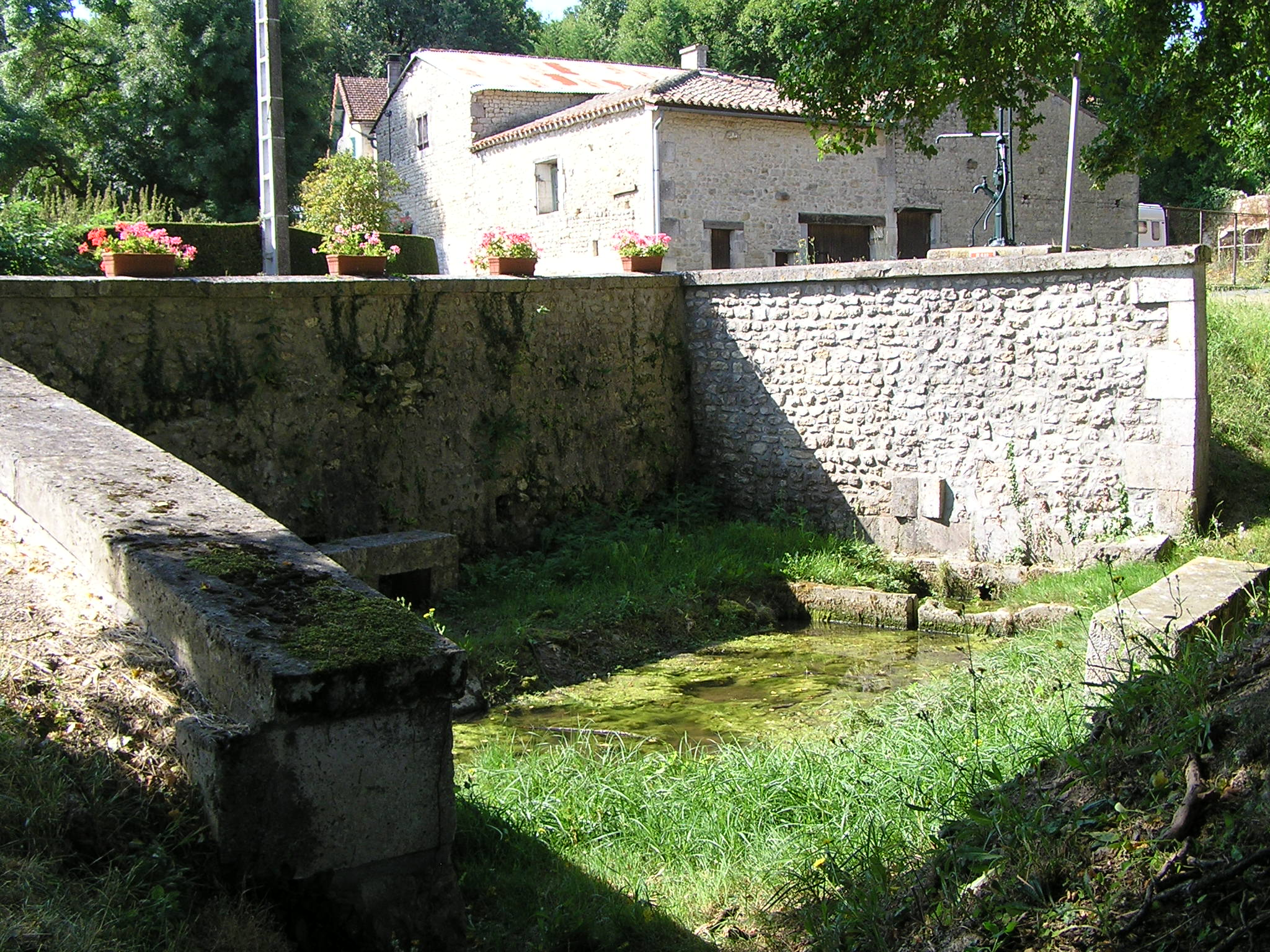
Lavoir de l'Haumont.
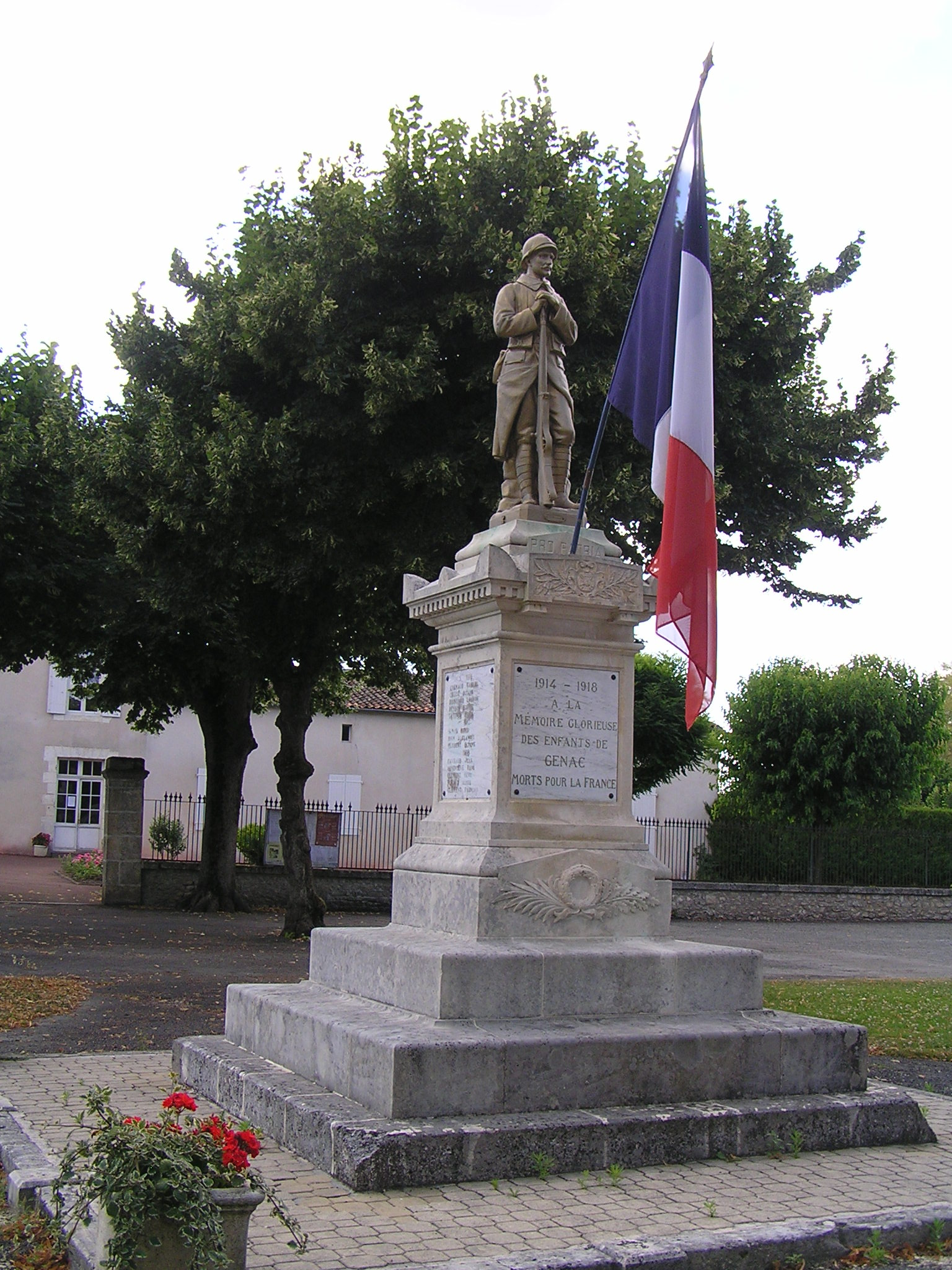
Monument aux morts de Genac.
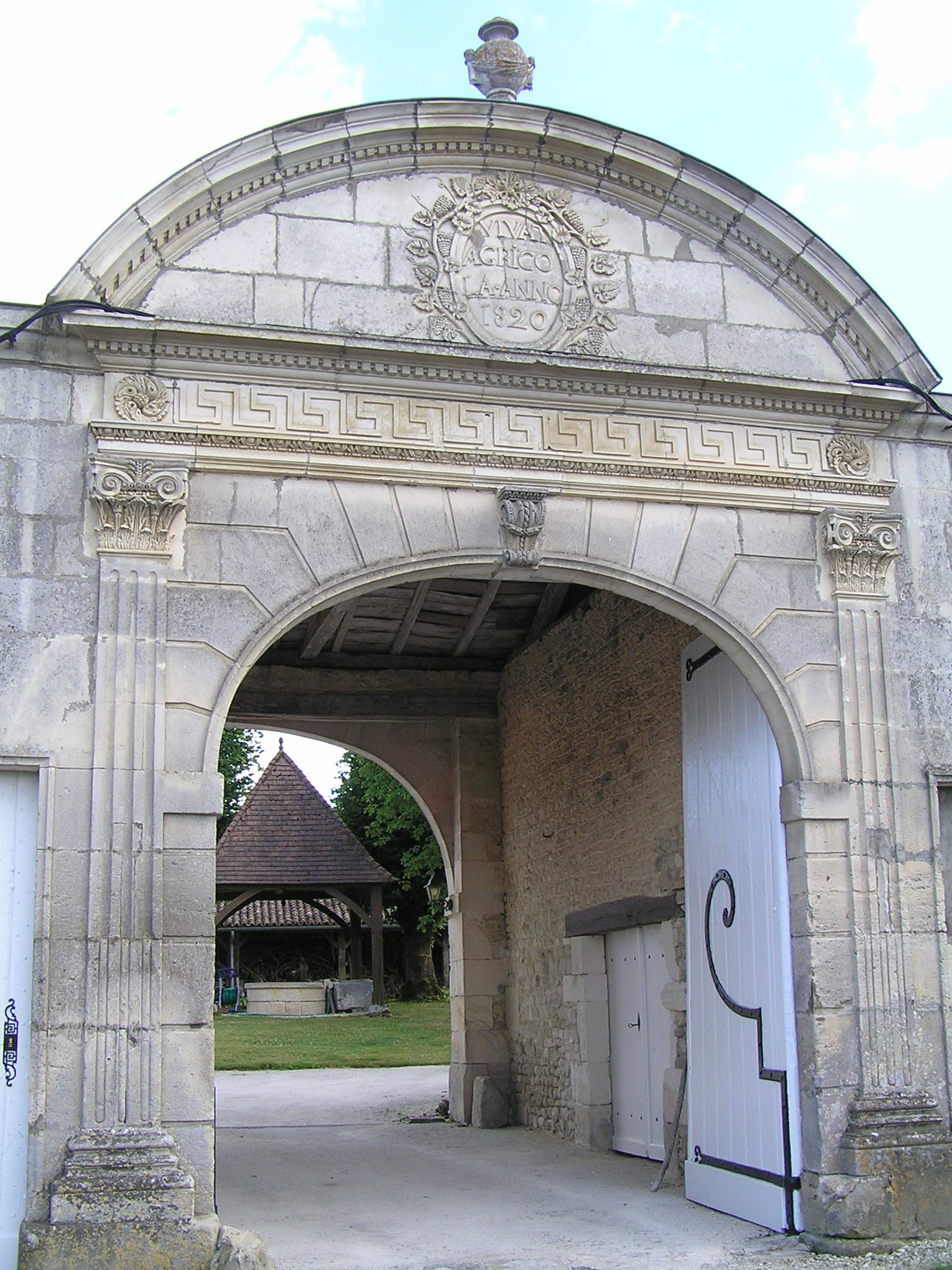
Porche de 1820 et puits couvert à Genac.
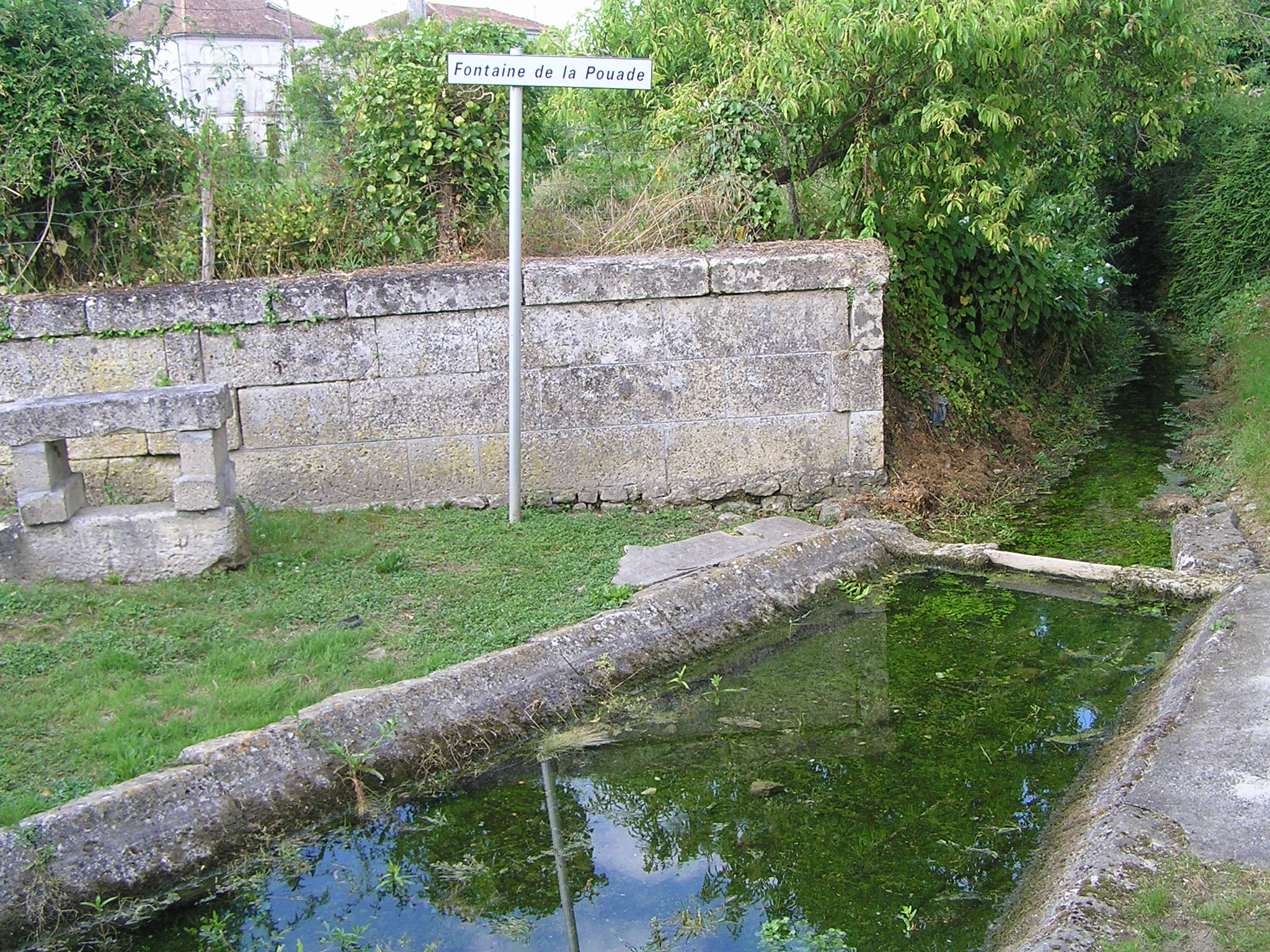
Lavoir et fontaine de la Pouade.